# Abdulaziz bin Mohieddin el-Hodscha
Abdulaziz bin Mohieddin el-Hodscha (arabisch عبد العزيز بن محيي الدين خوجة, DMG ʿAbd al-ʿAzīz b. Muḥyī d-Dīn Ḫūǧa; * 1940 in Mekka) ist ein saudischer Diplomat und Politiker im Ruhestand.

## Studium
Abdulaziz bin Mohieddin el-Hodscha wurde Bachelor of Science der König-Saud-Universität und 1967 Master der Organischen Chemie der Universität Birmingham, wo er 1969 zum Doktor promoviert wurde.

## Werdegang
1979 wurde er Dekan der Fakultät für Pädagogik an der Umm-al-Qura-Universität in Mekka. Von 1984 bis 1991 fungierte er als Unterstaatssekretär im Informationsministerium.

## Botschafter in Ankara 1986–1991
Von Ende Januar 1986 bis 1991 war er Botschafter in Ankara.
Der Verkauf von türkischen Rüstungsgütern an Saudi-Arabien erlebte in dieser Zeit einen Aufschwung. Schon vor den Parlamentswahl in der Türkei 1983 am 6. November 1983 konnte Sultan ibn Abd al-Aziz die Qualität türkischer Rüstungsstandorte bewundern: Er besuchte die Tusaş Engine Industries in Eskişehir das Completely Knocked Down für den Leopard 2 von Krupp  in Arifiye und die U-Boot und Lenkwaffenzerstörer Werft in Gölcük (Kocaeli) und schloss ein türkisch-saudisches Investitionsabkommen für den Erwerb von Rüstungsgütern durch das saudische Regime.
Der saudischen Schura wurde vermittelt, dass die Türkei täglich ihre Position als verlässlichster Staat im Nahen Osten festigen würde und dass sich die industriellen und technologischen Fortschritte der Türkei vor allem in der Rüstungsindustrie fortsetzen würden.
Nachdem sich die Regierungen in Teheran und Riad nicht auf eine Hāddsch nach Mekka/Bevölkerungs Quote einigen konnten, stellten sie die diplomatischen Beziehungen im April 1988 ein. Am 25. Oktober 1988 erschoss Ferhan Özmen (* 1964) Abdul Ghani Bedawi, den saudischen Gesandtschaftssekretär zweiter Klasse in Ankara, ein Mord, der auch diesem Konflikt zugeschrieben wird.
Von 1991 bis 1997 war er Botschafter in Moskau bei Boris Jelzin.
Von 1996 bis 2004 war er Botschafter in Rabat. Von 2004 bis 2009 war er Botschafter in Beirut (Libanon).
Vom 14. Februar 2009 bis November 2014 war er Minister für Kultur und Informationen. Von 11. Januar 2016 bis 4. März 2017 war er Botschafter in Rabat (Marokko).